# Wolfram Spyra
Wolfram Spyra, artiestennaam Spyra of Der Spyra, (Eschwege, 12 december 1964) is een Duits muzikant op het gebied van elektronische muziek.
Spyra kreeg zijn opleiding aan de Kunsthochschule Kassel in Kassel. Vervolgens maakte hij geluidscollages die onder meer te horen waren op Documenta, een festival voor moderne kunst in Kassel. Hij opereert daarbij vanuit zijn eigen Phön geluidsstudio in die plaats.

## Discografie
Diverse van onderstaande albums verschenen in beperkte oplagen, dus is niet alles meer nieuw te koop:
- 1995: Homelistening is killing clubs
- 1997: Future of the past
- 1997: Phonehead
- 1997: My little garden of sounds
- 1998: Kassels Akustischer Stadtplan
- 1998: Spheric
- 1999: Etherlands
- 2001: Elevator to heaven
- 2003: Achtundsechzig 24
- 2003: Invisible fields
- 2004: Headphone concert- Little garden of sounds II
- 2005: Meditationen
- 2006: Orphan waves
- 2007: Spce cowboys met onder andere Bas Broekhuis
- 2007: High phidelity (livealbum)
- 2008: Gasoline 91 Octane
- 2009: January in june
- 2010: No beats for one hour
- 2010: SeQuest
- 2014: Staub
- 2016: Elevator to heaven part 1, Live in Berlin.de; Elevator to heaven part 2, The bright side of the sun; Elevator to heaven part 3, Motion picture Music en
- vier albums onder de titel Virtual vices, samen met Pete Namlook
- 2017: Requiem, Eine Musik für den Herrenabend
- 2018: Dunst
- 2019: Inspyration
- 2020: Inspyration II
- 2021: Hospital
- 2021: Voices of ancestors (met Roksana Vikaluk)

- Gemeinsame Normdatei: 121982548
- International Standard Name Identifier: 0000 0000 1546 2655
- Library of Congress Control Number: no2016164644
- MusicBrainz: 05f90abd-c37c-4b16-9618-9c103ed642aa
- RKD-Nederlands Instituut voor Kunstgeschiedenis: 325071
- Virtual International Authority File: 8257219
- WorldCat: E39PBJfx8mBkMwJVkkqvfvgh73